# もう夢は見ないことにした/Soul train
「もう夢は見ないことにした/Soul train」（もうゆめはみないことにした/ソウル・トレイン）は、GOING UNDER GROUNDのシングル。自主レーベルより2015年9月18日発売。

## 概要
ドラムスの河野丈洋脱退後3人体制になって初めてリリースされた作品。2015年6月に所属事務所アクアミュージックプロダクツを離れたため、バンド名を冠した個人レーベルからの発売となり、ライブ会場及び公式サイト通販で限定販売された。紙ジャケット仕様。
前年夏よりキーボードとしてライブにサポート参加していた橋口靖正との共同プロデュース作品。
収録楽曲自体は発売前の2015年5月から6月にかけて行われていた同タイトルのツアー「GOING UNDER GROUND TOUR 2015 『soul train』」で披露されており、本作発売日に新代田FEVERで「新生GOING UNDER GROUND 初SINGLE release LIVE」が行われた。ボーカルの松本素生は本作について「この作品で新しくなったGOING UNDER GROUND の肌触りを少しでも感じてもらえたら良いな、と思っています」とコメントしている。

## 収録曲
1. もう夢は見ないことにした
（作詞・作曲：松本素生）
2. Soul train
（作詞・作曲：松本素生）

## 収録アルバム
もう夢は見ないことにした
- ALL TIME BEST〜20th STORY + LOVE + SONG〜

Soul train
- Out Of Blue

## 参加ミュージシャン
- 橋口靖正 – キーボード、コーラス
- 冨田政彦 – ドラムス